# Bréhain-la-Ville
Bréhain-la-Ville és un municipi francès situat al departament de Meurthe i Mosel·la i a la regió del Gran Est. L'any 2007 tenia 260 habitants.

## Demografia

### Població
El 2007 la població de fet de Bréhain-la-Ville era de 260 persones. Hi havia 111 famílies, de les quals 37 eren unipersonals (25 homes vivint sols i 12 dones vivint soles), 33 parelles sense fills, 37 parelles amb fills i 4 famílies monoparentals amb fills.
La població ha evolucionat segons el següent gràfic:
Habitants censats

### Habitatges
El 2007 hi havia 119 habitatges, 108 eren l'habitatge principal de la família, 2 eren segones residències i 9 estaven desocupats. 97 eren cases i 22 eren apartaments. Dels 108 habitatges principals, 79 estaven ocupats pels seus propietaris, 25 estaven llogats i ocupats pels llogaters i 5 estaven cedits a títol gratuït; 1 tenia una cambra, 6 en tenien dues, 13 en tenien tres, 27 en tenien quatre i 61 en tenien cinc o més. 88 habitatges disposaven pel capbaix d'una plaça de pàrquing. A 46 habitatges hi havia un automòbil i a 50 n'hi havia dos o més.

### Piràmide de població
La piràmide de població per edats i sexe el 2009 era:
| Homes | Edats   | Dones |
| ----- | ------- | ----- |
| 0     | 95 o +  | 0     |
| 0     | 90 a 94 | 0     |
| 0     | 85 a 89 | 4     |
| 0     | 80 a 84 | 4     |
| 4     | 75 a 79 | 0     |
| 4     | 70 a 74 | 0     |
| 8     | 65 a 69 | 0     |
| 8     | 60 a 64 | 16    |
| 4     | 55 a 59 | 0     |
| 4     | 50 a 54 | 4     |
| 12    | 45 a 49 | 8     |
| 12    | 40 a 44 | 12    |
| 8     | 35 a 39 | 12    |
| 16    | 30 a 34 | 8     |
| 8     | 25 a 29 | 12    |
| 8     | 20 a 24 | 0     |
| 0     | 15 a 19 | 8     |
| 16    | 10 a 14 | 12    |
| 8     | 5 a 9   | 4     |
| 4     | 0 a 4   | 12    |

## Economia
El 2007 la població en edat de treballar era de 180 persones, 137 eren actives i 43 eren inactives. De les 137 persones actives 127 estaven ocupades (82 homes i 45 dones) i 10 estaven aturades (4 homes i 6 dones). De les 43 persones inactives 8 estaven jubilades, 14 estaven estudiant i 21 estaven classificades com a «altres inactius».

### Ingressos
El 2009 a Bréhain-la-Ville hi havia 117 unitats fiscals que integraven 277,5 persones, la mediana anual d'ingressos fiscals per persona era de 19.666 €.

### Activitats econòmiques
Dels 4 establiments que hi havia el 2007, 1 era d'una empresa de fabricació d'altres productes industrials, 1 d'una empresa de construcció, 1 d'una empresa de comerç i reparació d'automòbils i 1 d'una empresa classificada com a «altres activitats de serveis».
Dels 2 establiments de servei als particulars que hi havia el 2009, 1 era una lampisteria i 1 perruqueria.
L'any 2000 a Bréhain-la-Ville hi havia 5 explotacions agrícoles.

## Equipaments sanitaris i escolars
El 2009 hi havia una escola maternal. Bréhain-la-Ville disposava d'un liceu tecnològic amb 78 alumnes.

## Poblacions més properes
El següent diagrama mostra les poblacions més properes.